# Ted DiBiase, Jr.
Theodore Marvin "Ted" DiBiase, Jr. (Baton Rouge, 8 de novembro de 1982) é um ex-lutador de wrestling profissional e ator estadunidense, conhecido pelo seu trabalho na WWE. Ele foi duas vezes Campeão Mundial de Duplas com Cody Rhodes.
Após ser treinado por Chris Youngblood e na Harley Race's Wrestling Academy, DiBiase fez sua estreia no wrestling profissional em 8 de julho de 2006. Ele ganhou o Fusion Pro Tag Team Championship com seu irmão Mike DiBiase, em fevereiro de 2007, e fez uma curta turnê pelo Japão com a Pro Wrestling Noah. Ele foi contratado pela WWE em julho de 2007, sendo mandado para o território de desenvolvimento Florida Championship Wrestling (FCW). Ele tornou-se parte da Next Generation Hart Foundation por um curto período, antes de ganhar o FCW Southern Heavyweight Championship em dezembro do mesmo ano. Ele abandonou o título devido a uma lesão em janeiro de 2008.
Ele estreou na WWE em 26 de maio de 2008, vencendo sua primeira luta no Raw, ganhando o World Tag Team Championship com Cody Rhodes. Eles perderam o título em agosto, antes de reconquistá-lo na semana seguinte. Com Manu, eles formaram um grupo de lutadores multigeracionais. Logo depois, DiBiase deixou a televisão para gravar o filme The Marine 2. Ao retornar, ele formou o grupo The Legacy, com Rhodes e Randy Orton. Com o fim do grupo, DiBiase tornou-se um lutador individual. Em 2013, DiBiase deixou a WWE.

## Início
DiBiase nasceu em Baton Rouge, Louisiana, e foi criado em Clinton, Mississippi. Ele conheceu Christie Ricci ainda um  jober. Ele se formou na Clinton High School em 2001. Em Clinton, DiBiase jogou futebol americano como quarterback. Ele jogou pela Mississippi College como wide receiver. Ele também jogou futebol. Ele se formou em 2005, com bachalerado em Ciência e Administração.

## Carreira no wrestling profissional

### Treinamento e início de carreira (2006–2007)
DiBiase e seu irmão mais velho Mike DiBiase, foram treinados por Chris Youngblood em Amarillo, Texas, antes de treinar na Harley Race's Wrestling Academy. Os irmãos DiBiase estrearam em 8 de julho de 2006, na World League Wrestling (WLW) de Harley Race em Eldon, Missouri. Em 17 de fevereiro de 2007, eles ganharam o Fusion Pro Tag Team Championship ao derrotar Raheem Rashaad e Juntsi. No início de 2007, DiBiase lutou no Japão pela Pro Wrestling Noah, competindo contra lutadores como KENTA.

### World Wrestling Entertainment / WWE (2007-2013)

#### Florida Championship Wrestling (2007–2008)

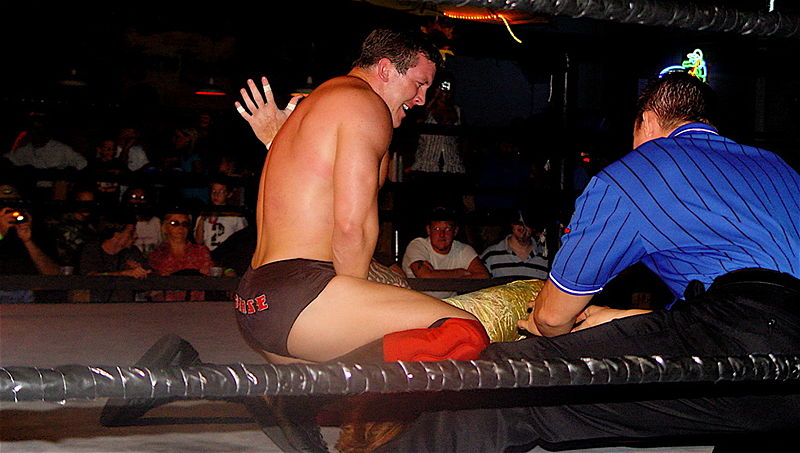
DiBiase na Florida Championship Wrestling.

Em julho de 2007, DiBiase foi contratado pela World Wrestling Entertainment (WWE), estreando no território de desenvolvimento, Florida Championship Wrestling (FCW), em 4 de agosto, aliando-se a Jake Hager para derrotar Keith Walker e Heath Miller. Em outubro, DiBiase tornou-se membro da Next Generation Hart Foundation com Harry Smith, TJ Wilson, Nattie Neidhart e Teddy Hart. Ele logo se separou do grupo, ganhando Maryse como valet. Em 18 de dezembro de 2007, DiBiase derrotou TJ Wilson para ganhar o FCW Southern Heavyweight Championship em New Port Richey, Flórida. DiBiase, no entanto, não pôde defender o título por conta de uma lesão, dando o título para Heath Miller em 19 de janeiro de 2008. Em março de 2008, DiBiase havia sofrido diversos tipos de lesões. Por isso, ele competiu esporadicamente na FCW nos meses seguintes.

#### The Legacy (2008–2010)
DiBiase fez sua estreia na WWE como um vilão em 26 de maio de 2008, quando falou sobre seus desejos de se tornar um campeão como seu pai, Ted DiBiase, Sr., desafiando os Campeões Mundiais de Duplas, Cody Rhodes e Hardcore Holly. No Night of Champions, DiBiase ganhou o World Tag Team Championship em sua primeira luta na WWE, após Rhodes trair Holly e se aliar a DiBiase, derrotando Holly em uma luta 2-contra-1 pelo título. Após um mês, eles perderam o título para John Cena e Batista no Raw de 4 de agosto. Na semana seguinte, DiBiase e Rhodes roubaram o título.
DiBiase e Rhodes se uniram a Manu, formando um grupo de lutadores multigeracionais. No Raw de 27 de outubro de 2008, Rhodes e DiBiase perderam o título para CM Punk e Kofi Kingston. Nessa época, Randy Orton aliou-se a Rhodes, DiBiase e Manu, os criticando como um mentor. No Raw de 3 de novembro, DiBiase foi atacado por Orton após desinibir-se em uma luta. DiBiase, então, deixou a televisão para gravar o filme The Marine 2.

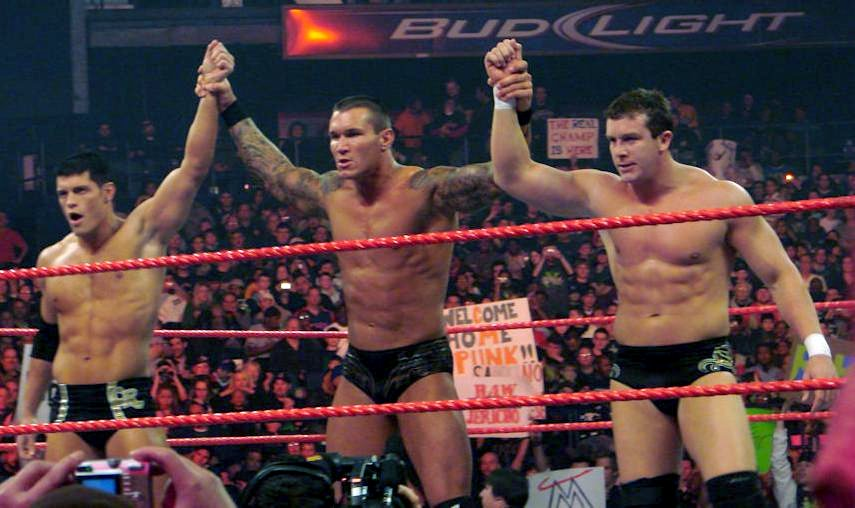
DiBiase (direita) como membro do Legacy com Randy Orton (centro) e Cody Rhodes (esquerda)

No Raw de 12 de janeiro de 2009, DiBiase retornou para ajudar Manu e Sim Snuka a atacar Cody Rhodes e Randy Orton. Ele, no entanto, os traiu, se unindo a Orton e Rhodes para atacar Manu e Snuka, formando o The Legacy. Como parte do Legacy, DiBiase participou da luta Royal Rumble, ajudando Orton a vencer. Rhodes e DiBiase envolveram-se na rivalidade entre Orton e a família McMahon, o ajudando a atacar Shane e Stephanie McMahon, e Triple H. Em 26 de abril, no Backlash, DiBiase, Rhodes e Orton derrotaram Triple H, Batista e Shane McMahon e, pela estipulação, Orton acabou conquistando o WWE Championship. Em julho, DiBiase lesionou o braço. Na metade de 2009, DiBiase e Rhodes continuaram a enfrentar os inimigos de Orton, principalmente Triple H, prevenindo que ele perdesse o título. Como resultado, Triple H reformou a D-Generation X (DX) com Shawn Michaels, derrotando DiBiase e Rhodes no SummerSlam. DiBiase e Rhodes derrotaram DX em uma luta Submissions Count Anywhere no Breaking Point, sendo novamente derrotados por DX em uma luta Hell in a Cell no evento Hell in a Cell em outubro.
Tensão entre os membros do The Legacy começou a aumentar no início de 2010, quando Orton atacou DiBiase e Rhodes por acidentalmente custar-lhe uma chance pelo WWE Championship no Royal Rumble. Em fevereiro de 2010, DiBiase derrotou Mark Henry para se qualificar para a luta Elimination Chamber pelo WWE Championship. No evento Elimination Chamber, ele eliminou Orton do combate, mas foi eliminado por Kofi Kingston logo depois. No Raw de 22 de fevereiro, Orton abandonou The Legacy, acreditando que eles pretendiam traí-lo. DiBiase e Rhodes atacaram Orton na semana seguinte. Os três se enfrentaram no WrestleMania XXVI, com Orton derrotando Rhodes e DiBiase.

#### Million Dollar Championship (2010–2011)

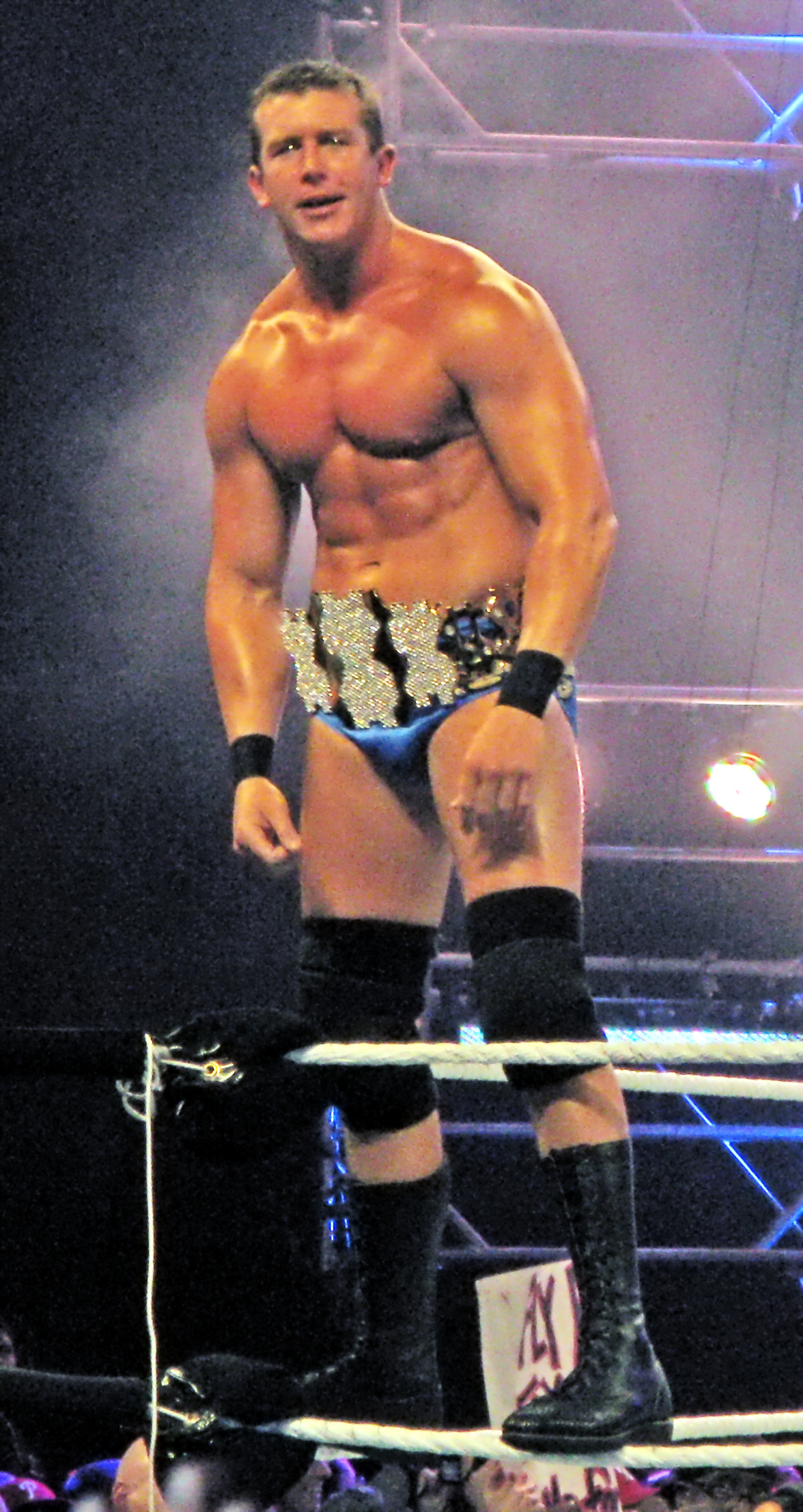
DiBiase com o Million Dollar Championship

Após o WrestleMania, DiBiase estreou um novo personagem, o de um milionário arrogante, similar a de seu pai. No Raw de 5 de abril, DiBiase recebeu o Million Dollar Championship e ganhou acesso ao dinheiro do pai. DiBiase passou a procurar um "Virgil", servo que seu pai tinha. Ele ofereceu o cargo a R-Truth, que recusou, iniciando uma rivalidade entre os dois. No Raw de 17 de maio, DiBiase contratou o Virgil original. No Over the Limit, DiBiase foi derrotado por R-Truth. Durante a luta, DiBiase sofreu uma concussão. No Raw de 21 de junho, DiBiase demitiu Virgil e passou a ser acompanhado ao ringue por Maryse. Em setembro de 2010, DiBiase começou uma rivalidade com Goldust pelo Million Dollar Championship, após Goldust roubar o título. No Raw de 15 de novembro, Goldust devolveu o título a DiBiase, Sr., que ofereceu devolvê-lo ao filho, que recusou. Na mesma noite, DiBiase atacou o Campeão dos Estados Unidos Daniel Bryan, o enfrentando no Survivor Series pelo título, sendo derrotado. Em 30 de novembro, DiBiase foi nomeado um dos WWE Pros da quarta temporada do NXT com Maryse. Eles foram mentores de Brodus Clay. No NXT de 25 de janeiro de 2011, Clay trocou DiBiase por Alberto Del Rio.
Durante o Draft Suplementar de 2011 em 26 de abril, DiBiase foi transferido para o SmackDown. Em sua primeira luta na divisão, DiBiase foi derrotado por Cody Rhodes. Na semana seguinte, DiBiase foi acompanhado ao ringue por Rhodes. No SmackDown de 3 de junho, DiBiase foi derrotado por Daniel Bryan. Após a luta, Rhodes e DiBiase atacaram Bryan, que foi salvo por Sin Cara. No SmackDown de 8 de julho, DiBiase e Rhodes derrotaram Bryan e Ezekiel Jackson. Após DiBiase ser derrotado por Randy Orton em 26 de agosto, Rhodes o atacou, acabando com a dupla.

#### DiBiase Posse (2011–2013)

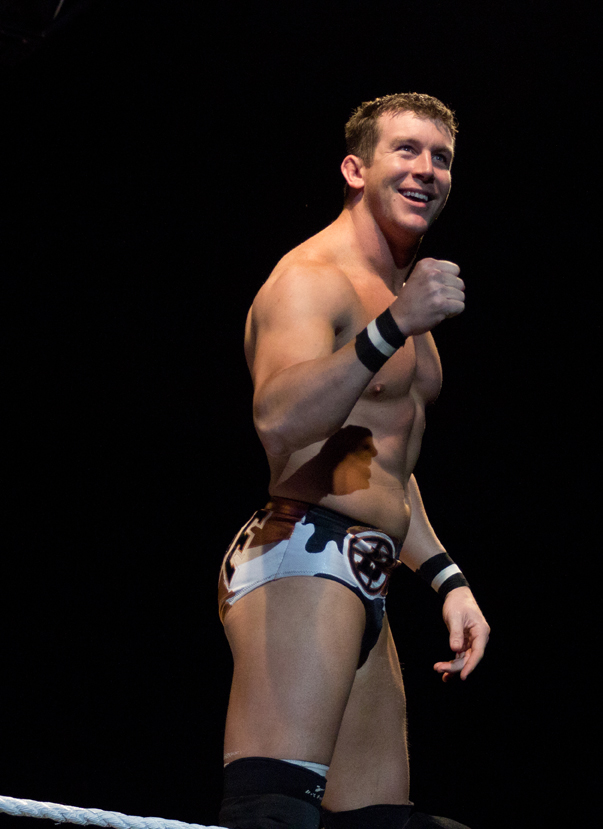
DiBiase em 2012

No SmackDown de 16 de setembro, enquanto Rhodes ridicularizava a platéia, DiBiase se disfarçou de fã vestindo um saco de papel na cabeça, antes de atacar Rhodes, tornando-se um mocinho. DiBiase desafiou Rhodes pelo WWE Intercontinental Championship no Night of Champions, sem sucesso. Em um vídeo publicado no YouTube em 22 de setembro, DiBiase introduziu um novo conceito em seu personagem, realizando festas com seus fãs nos estacionamentos antes de eventos da WWE. Os participantes eram referidos como "DiBiase Posse".
No SmackDown de 4 de novembro, DiBiase derrotou Tyson Kidd, começando um recorde de oito vitórias seguidas, derrotando lutadores como Heath Slater, Derrick Bateman e Jinder Mahal. No mesmo mês, DiBiase começou uma rivalidade com Mahal após esse zombar de DiBiase por abdicar de seu dinheiro para conviver com pessoas comuns. Em 30 de dezembro, no SmackDown, Mahal finalmente quebrou o recorde de DiBiase, o derrotando. Em janeiro de 2012, Hunico começou uma rivalidade com DiBiase após este não tê-lo convidado para uma de suas festas. Mesmo tendo vencido Hunico em uma luta de bandeiras, Hunico derrotou DiBiase em duas lutas individuais seguidas. DiBiase sofreu um pulso quebrado no final de janeiro durante uma luta com Rhodes. Mesmo lesionado, DiBiase continuou ativo, finalmente derrotando Hunico em 10 de fevereiro, no SmackDown. Na semana seguinte, Hunico trapaceou para derrotar DiBiase.
Em 6 de março, DiBiase quebrou seu tornozelo durante as gravações do SmackDown. No mesmo mês, DiBiase anunciou que realizaria uma cirurgia no ombro. DiBiase retornaria em um evento não-televisionado em Sioux City, Iowa em 21 de julho, derrotando Jinder Mahal. Ele retornou à televisão durante uma battle royal no pré-show do Night of Champions, mas não venceu. Ele derrotou Michael McGillicutty no WWE Superstars de 5 de maio de 2013. Em 26 de agosto de 2013, DiBiase anunciou que deixaria a WWE para se dedicar à sua família.

## Vida pessoal
DiBiase é a terceira geração de lutadores de wrestling profissional de sua família. Seu avô "Iron" Mike DiBiase, sua avó Helen Hild e seu pai "The Million Dollar Man" Ted DiBiase foram todos lutadores. Seu meio-irmão mais velho Mike e seu meio-irmão Brett também são lutadores. Em 27 de março 2010, DiBiase e Brett introduziram seu pai ao Hall da Fama da WWE. DiBiase casou-se com sua namorada de colégio Kristen Tynes, uma enfermeira, em 30 de outubro de 2008. DiBiase e sua esposa têm um filho, Tate McKinley, nascido em 15 de maio de 2012.
Em 15 de fevereiro de 2008, DiBiase foi preso por dirigir embriagado em Hillsborough County, Flórida, após bater seu cadillac. Ele foi liberado após pagar uma fiança de 500 dólares.
Em maio de 2012, DiBiase começou sua própria organização sem fins lucrativos, a Ted DiBiase Foundation. Como parte da fundação, pessoas com doenças terminais podem conhecer DiBiase em eventos da WWE.

## No wrestling
- Movimentos de finalização
  - Cobra clutch legsweep[90] – 2006–2009

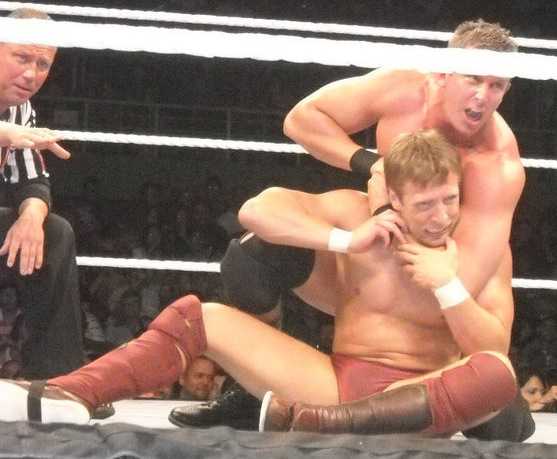
DiBiase aplicando um headlock em Daniel Bryan.

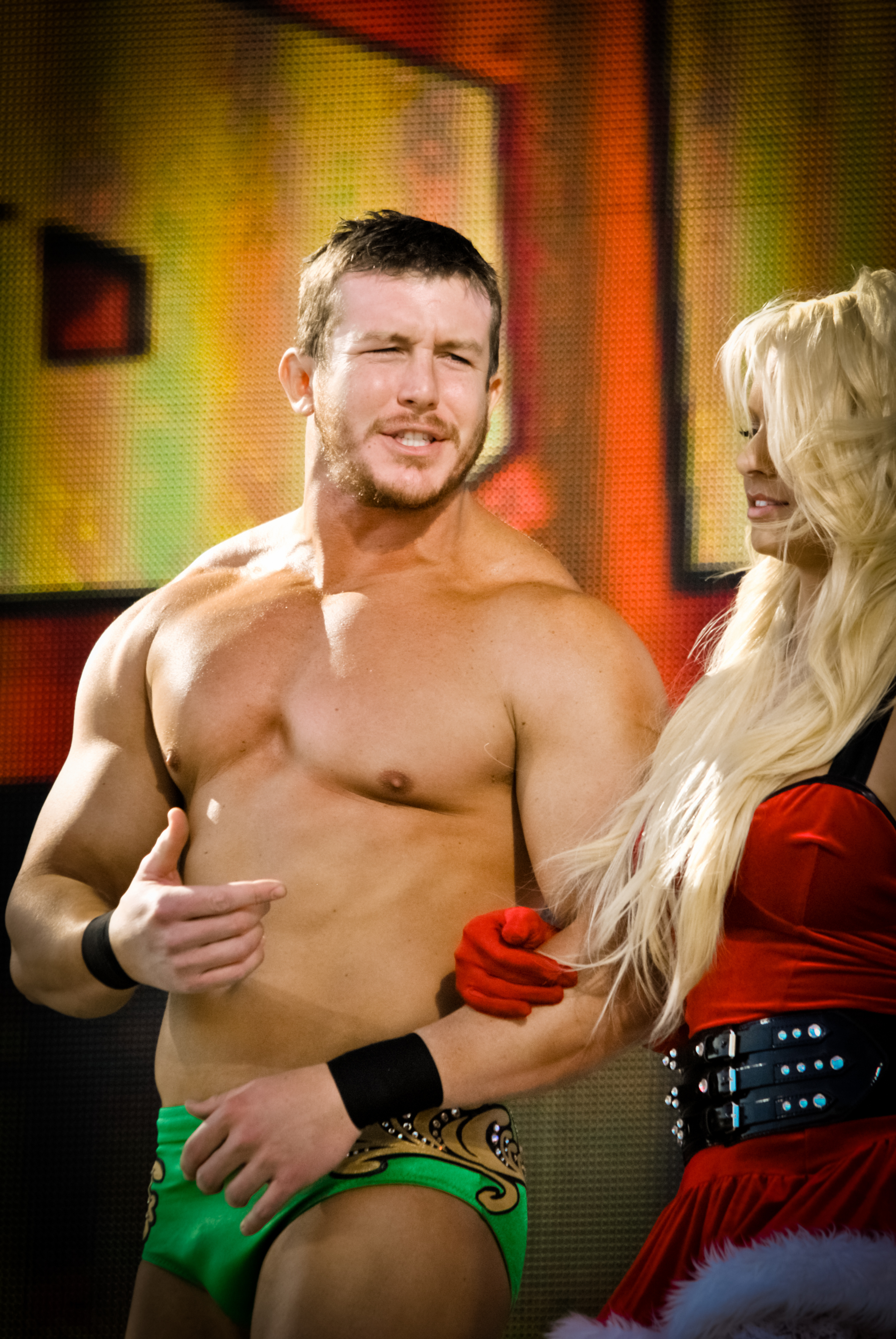
DiBiase acompanhado ao ringue por Maryse em dezembro de 2010.

  - Dream Street (Cobra clutch slam)[91] – 2009–2013
  - Million Dollar Dream[92] (Cobra clutch) – adotado de seu pai

- Movimentos secundários
  - Diving double foot stomp[93][94][95]
  - Dropkick[96][97]
  - Fist drop[98][99] – adotado de seu pai
  - Half nelson backbreaker[95]
  - Inverted atomic drop[95][100][101]
  - Multiple elbow drops[102][103]
  - Rebound clothesline[100][101]
  - Running Busaiku Knee Kick
  - Sitout spinebuster[96][97]
  - Snap scoop powerslam[104]

- Alcunhas
  - "The Fortunate Son"[4]
  - "The Million Dollar Son"[4]
  - "Priceless"

- Managers
  - Maryse[14]
  - Virgil[48]

- Temas de entrada
  - "Priceless" por Jim Johnston (30 de junho de 2008 – 19 de janeiro de 2009)[105]
  - "Priceless (remix)" por Jim Johnston (26 de janeiro de 2009 – 8 de junho de 2009)[106]
  - "It's a New Day" por Adelitas Way (15 de junho de 2009 – 13 de setembro de 2010)[107][108]
  - "I Come from Money" por S-Preme (20 de setembro de 2010 – 26 de agosto de 2013)[109]

## Títulos e prêmios
- Florida Championship Wrestling

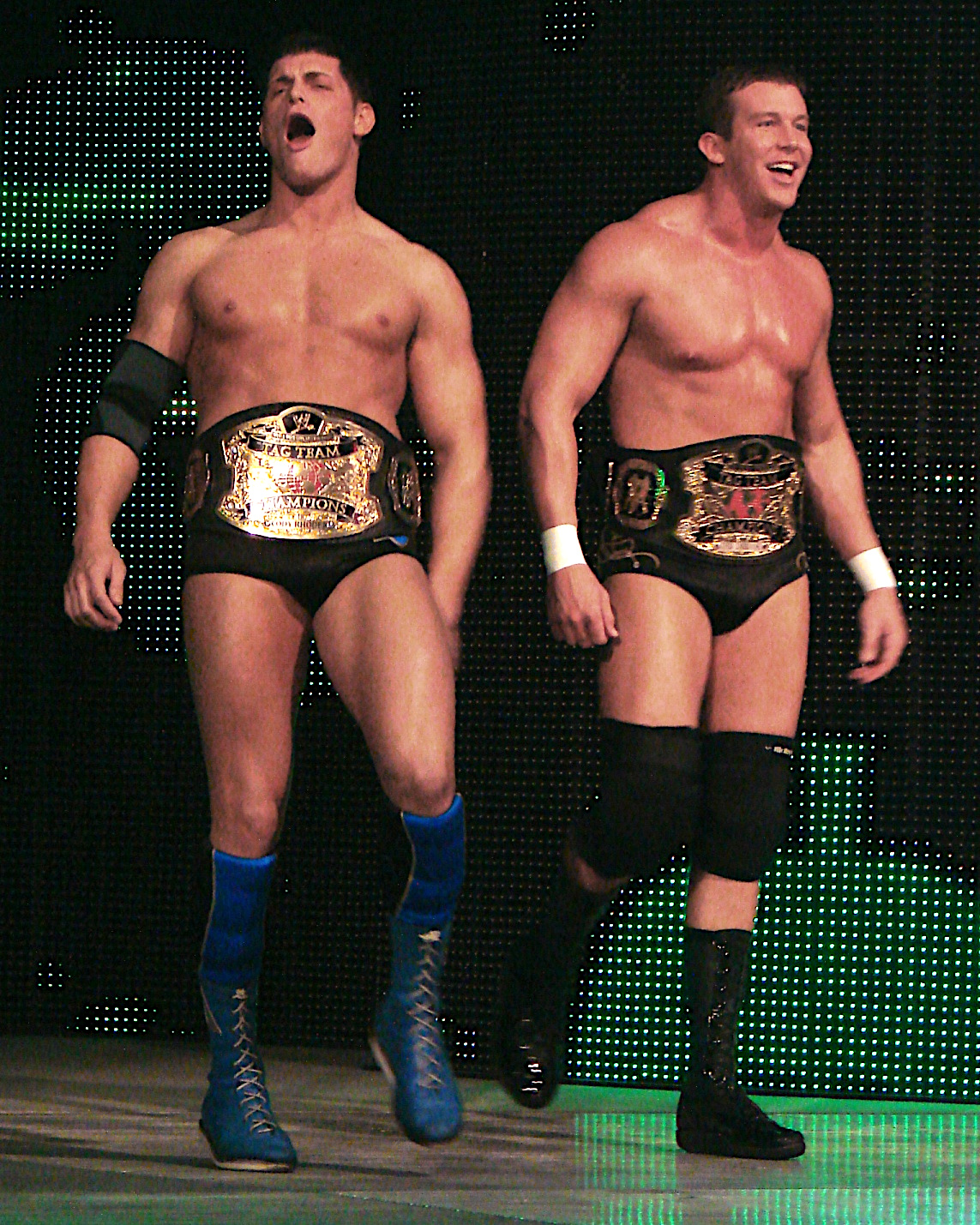
DiBiase e Cody Rhodes como Campeões Mundiais de Duplas

  - FCW Southern Heavyweight Championship (1 vez)[16]

- Fusion Pro Wrestling
  - FPW Tag Team Championship (1 vez) – com Mike DiBiase II[3]

- Pro Wrestling Illustrated
  - PWI o colocou na #34ª oposição dos 500 melhores lutadores individuais em 2010[110]

- World Wrestling Entertainment
  - Million Dollar Championship (1 vez)[4]
  - World Tag Team Championship (2 vezes) – com Cody Rhodes[20][23]